# Bobbie Jo Stinnettová
Bobbie Jo Stinnettová (4. prosince 1981 – 16. prosince 2004 Skidmore v Missouri) byla americká nastávající matka a chovatelka krysích teriérů, která byla v 8. měsíci těhotenství nalezena doma zavražděná, přičemž dítě jí bylo vyříznuto z břicha. Dítě bylo za úzké součinnosti místních orgánů a FBI nalezeno živé již den poté u jiné chovatelky krysích teriérů, Lisy Montgomeryové, která se je snažila vydávat za vlastní, a posléze navráceno rodině. Montgomeryová byla přes pokus předstírat duševní chorobu shledána plně odpovědnou a vinnou únosem s následkem smrti a odsouzena k trestu smrti, poprava byla vykonána smrtící injekcí 13. ledna 2021. Mimořádně brutální zločin vzbudil obrovskou mezinárodní pozornost a stal se námětem několika dokumentárních kriminálních seriálů.